# L&M

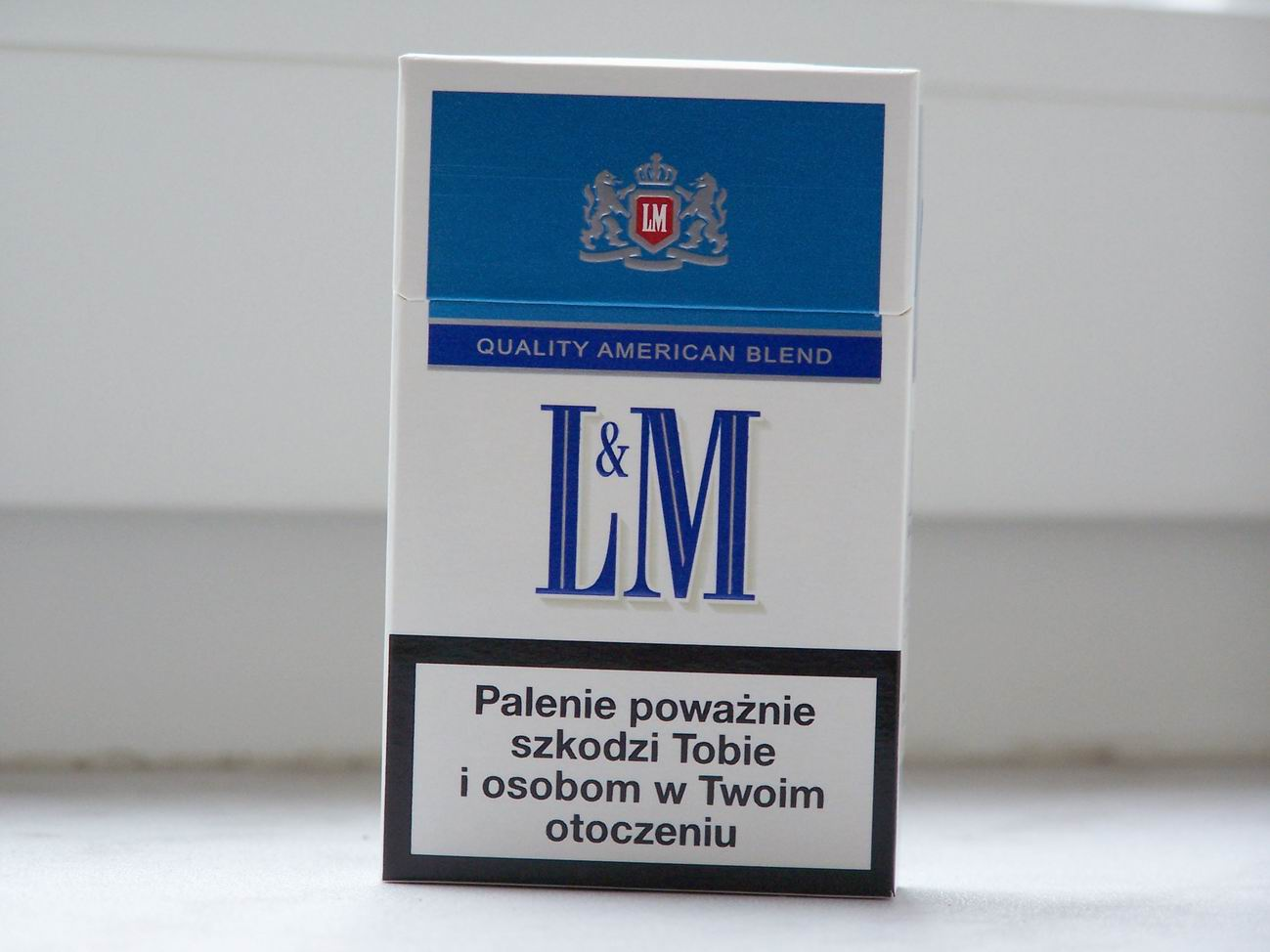
L&M Blue Label

L&M is een sigarettenmerk. Oorspronkelijk werd het, evenals het merk Chesterfield, geproduceerd door de "Liggett and Myers Tobacco Company" wat later de "Liggett Group" is geworden.
In 1999 werd de Liggett Group verkocht aan Philip Morris Companies Inc, nu bekend als de Altria Group, die tevens het merk Marlboro verhandelt. In de Benelux is het verkrijgbaar in Blue Label , Red Label, Silver Label en Forward.

## Speciale edities
Voor sommige speciale gelegenheden heeft L&M speciale edities verkocht.